# Appomattox
Pour les articles homonymes, voir Appomattox (homonymie).
Appomattox  est une municipalité (town) américaine située en Virginie, siège du comté homonyme.
Le 8 avril 1865, le général Robert Lee s'y retire après la défaite du siège de Petersburg et l'incendie de Richmond. Le lendemain, dans la maison de Wilmer McLean située à 5 km à l'est, il signe sa reddition à Ulysses S. Grant et met fin de ce fait à la guerre de Sécession.

## Géographie
La municipalité s'étend sur 5,71 km2, à 30 km l'est de Lynchburg et à 150 km à l'ouest de Richmond.

## Histoire

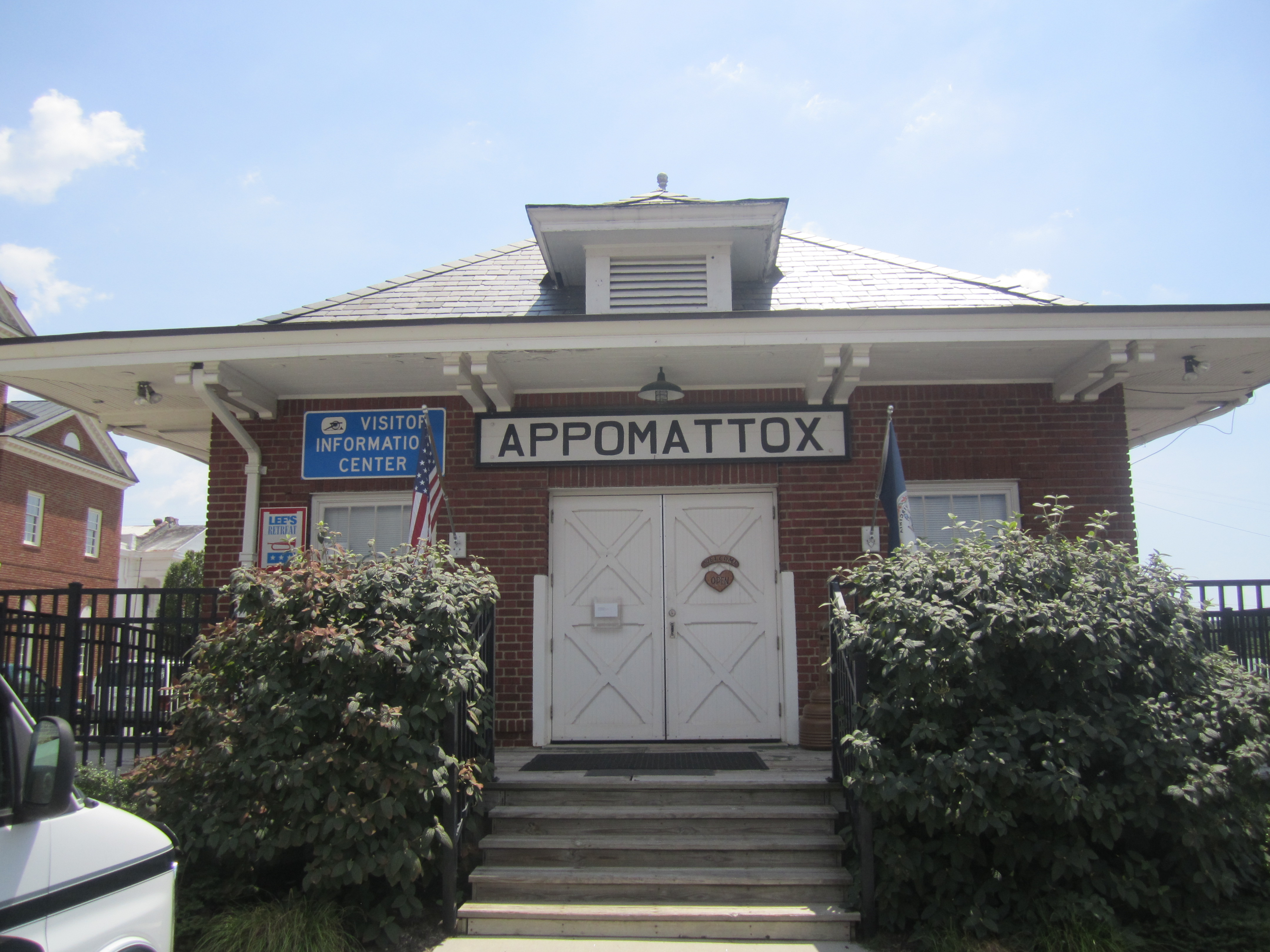
Le syndicat d’initiative d'Appomattox (juillet 2011).

Cette ville doit son nom à la rivière Appomattox, elle-même nommée d'après la tribu algonquienne des Appamattocs, membres de la confédération des Powhatans que les colons anglais de la colonie de Roanoke avaient combattue. À l'origine, ces Indiens vivaient un peu à l'est de la ville, à l'emplacement de Petersburg. À l'époque de la colonie de Virginie, la moitié du futur comté d'Appomattox se trouvant sur le plateau faisait partie du territoire de la tribu Manahoac, locutrice du siouan.
Appelé Nebraska à partir de 1855, le site d'Appomattox n'est alors qu'une modeste localité blottie autour d'une gare de triage de la ligne de chemin de fer reliant Petersburg et Lynchburg.
Vers la fin de la guerre de Sécession, le général de l'armée confédérée Robert Lee entreprend une dernière fois de rallier cette petite gare dans l'espoir de faire embarquer les débris de l’Armée de Virginie du Nord vers le sud et de faire sa jonction à Greensboro (Caroline du Nord) avec l'Armée du Tennessee commandée par Joseph E. Johnston ; mais l'arrivée d'une armée fédérale achève de couper tout espoir de retraite au général sudiste et Lee se résout à se rendre le 9 avril. Johnston, avec son armée de 98 270 hommes, se rend à son tour, consacrant la fin du conflit, le 26 avril suivant. Cependant, quelques généraux comme Kirby Smith continuent le combat et ne se rendront que le 2 juin suivant.
Le village historique d'Appomattox (autrefois « Clover Hill ») où Lee a signé sa reddition se trouve 5 km à l'est de la ville.
Après la Reconstruction, le développement de la petite ville autour de la gare et l'incendie de la Court House dans l'ancien village entraînent la construction d'un nouveau palais de justice suivie du transfert du siège du comté de l'ancien village à la nouvelle ville en 1895, qui prend alors le nom de New Appomattox.

## Politique et administration
La municipalité est dirigée par un conseil de sept membres, dont le maire, élus pour quatre ans.